# Apremont-la-Forêt
Apremont-la-Forêt là một xã thuộc tỉnh Meuse trong vùng Grand Est đông nam nước Pháp. Xã này nằm ở khu vực có độ cao trung bình 231-383 mét trên mực nước biển.

## Dân số
| 1962 | 1968 | 1975 | 1982 | 1990 | 1999 |
| ---- | ---- | ---- | ---- | ---- | ---- |
| 333  | 367  | 326  | 284  | 342  | 337  |